# Cristiano Otoni
Cristiano Otoni là một đô thị thuộc bang Minas Gerais, Brasil. Đô thị này có diện tích 132,869 km², dân số năm 2007 là 4881 người, mật độ 40,8 người/km².